# Batalla de Jieting
La batalla de Jieting (街亭之戰) va ser una batalla lliurada el 228 durant la primera expedició del nord dirigida per Zhuge Liang.
Zhuge Liang primer va manar als generals Zhao Yun i Deng Zhi a atacar a Mei, llavors dirigint ell mateix un exèrcit cap a Qishan. Les ciutats obrien la seva porta principal en senyal de benvinguda. Cao Rui es va traslladar a Chang'an i va manar a Zhang He a atacar a Zhuge Liang mentre Cao Zhen s'enfrontava a Zhao Yun. Jieting era una regió crucial per a l'obtenció de subministraments i Zhuge Liang va enviar Ma Su i Wang Ping per protegir la regió i interceptar Zheng He.

## Batalla
Confiant exclusivament en els llibres de tàctiques militars, Ma Su va optar per "prendre la terra alta" i va establir la seva base a les muntanyes en comptes d'en una ciutat, fent cas omís dels consells de Wang Ping per fer un campament en una vall ben proveïda d'aigua. Wang Ping, però, va aconseguir persuadir Ma seva donar-li el comandament d'una part de les tropes, i va establir el seu campament base a prop del campament de Ma, per tal d'oferir assistència si Ma es posava en perill.
L'exèrcit dirigit per Zhang He van envoltar el turó i va tallar el subministrament d'aigua a les tropes de Shu i les forces de Wei van calar foc al turó. Wang Ping va apropar les seves tropes en un intent d'ajudar a Ma, però l'exèrcit Shu van sofrir una gran derrota, perdent tant l'exèrcit com la fortalesa.

## Conseqüències
Tot i que va sobreviure a la batalla, tement el càstig, Ma va tractar de fugir. No obstant això, aviat va ser capturat per les forces de Shu, sent condemnat a mort, juntament amb els seus comandants adjunts Zhang Xiu i Li Sheng, però Ma finalment va morir de malaltia a la presó abans de l'execució podria dur-se a terme, mentre que els altres dos eren executats.
A causa de la pèrdua de Jieting, la situació del subministrament va esdevenir greu per l'exèrcit de Zhuge Liang i va haver de retirar a la seva base principal a Hanzhong. A més, la derrota a Jieting va causar que la Primera Expedició al Nord fracassés.